# San Cesareo in Palatio
Koordinaten: 41° 52′ 42,2″ N, 12° 29′ 49,1″ O
San Cesareo in Palatio oder San Caesareo de Appia ist eine römisch-katholische Titelkirche in Rom in der Nähe des Anfangs der Via Appia. Sie ist dem Heiligen Caesarius von Terracina geweiht, einem Diakon und Märtyrer afrikanischer Herkunft des 2. Jahrhunderts.

## Geschichte

### Ursprung
Im 4. Jahrhundert wurde der römische Kaiser Valentinian I. am Schrein des Kaisers in Terracina, an der Stelle des Martyriums, geheilt. Darauf ließ der Kaiser die Reliquien nach Rom in eine Kirche auf dem Palatin bringen. Im 16. Jahrhundert, als die jetzige Kirche zur Titelkirche/-diakonie erhoben wurde, wurden diese und die jetzige Kirche gleichgesetzt und der Name „in Palatio“, „im Palast“, für den Titel und in offiziellen Bezeichnungen des Bistums Rom verwendet. Mit San Caesareo de Appia wird die jetzige Kirche bezeichnet. Möglicherweise bedeutet der Name Caesarius zum Kaiser gehörend und es existierte kein Heiliger dieses Namens. Dieses lässt sich aus heutiger Sicht nicht mehr abschließend klären.
Bei einer Ausgrabung im Jahre 1936 wurde auf dem Gelände ein römisches Bad aus dem 2. und 3. Jahrhundert mit einem 400 Quadratmeter großen Schwarz-Weiß-Mosaik, welches Neptun, Tritonen und Meeresbewohnern darstellte, gefunden.
Die Fundamente der ersten Kirche aus dem 8. Jahrhundert wurden ebenfalls gefunden. Sie hatte ein Kirchenschiff mit zwei Apsiden. Der Fußboden der Badeanstalt wurde um 1,5 Meter angehoben und die Wände wurden mit vier externen Pilasterstreben auf jeder Seite versehen.
Einige Hinweise aus mittelalterlichen Quellen lassen vermuten, dass zu dieser Zeit hier ein Kloster mit dem Byzantinischen Ritus existierte. Es wurde vermutlich von Flüchtlingen vor der islamischen Expansion und dem byzantinischen Bilderstreit besiedelt.

### Mittelalter
Von den Ursprüngen der Kirche gibt es keine schriftlichen Quellen. Die erste schriftliche Erwähnung war 1192. Im Mittelalter war die Kirche Teil eines Hospizes und eines Krankenhauses, was durch eine Säule vor dem Eingang angezeigt wurde.

### 17. Jahrhundert

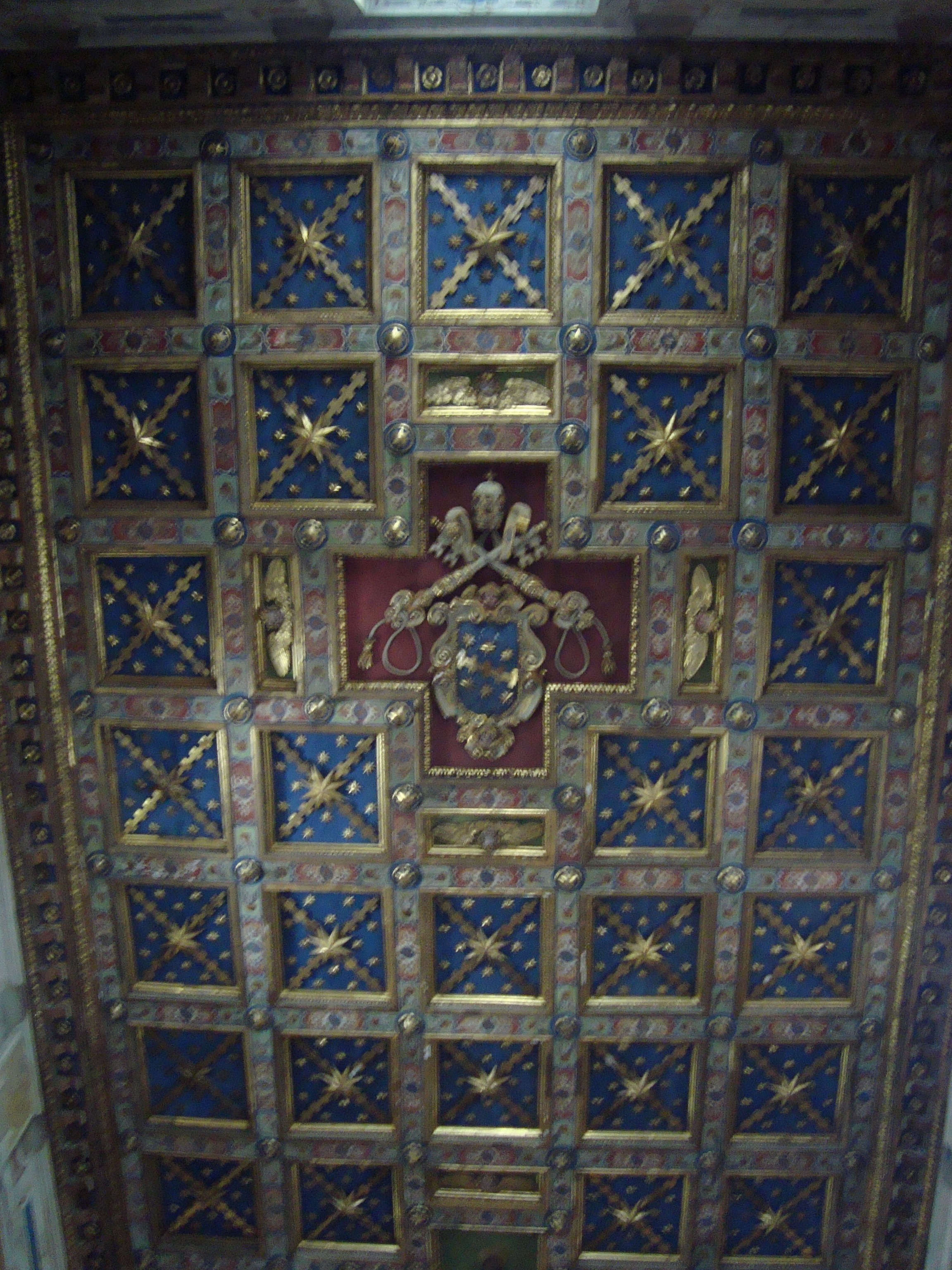
Wappen Papst Clemens’ VIII.

Die heutige Kirche ist das Ergebnis eines Wiederaufbaus in den Jahren 1602 und 1603 unter Leitung des Historikers Kardinal Cesare Baronio, welcher Kardinalpriester der in unmittelbarer Nähe befindlichen Kirche Santi Nereo e Achilleo war. Er ging davon aus, dass es sich um die alte Palastkapelle handle und entwickelte deshalb eine rege Initiative für den Wiederaufbau. Ohne seine Initiative wäre die Kirche weiter verfallen und die Steine wären von den Gutsbesitzern als Reparaturmaterial in den Weinbergen verwendet worden. Aufgrund dieser Annahme wurde die Kirche 1600 von Papst Clemens VIII. zur Titeldiakonie erhoben. Das Wappen des regierenden Papstes aus der Familie Aldobrandini und in der Mitte der Heilige Caesarius wurden in der damaligen Zeit in die Kassettendecke eingearbeitet. Durch Verschmutzung sind mittlerweile die Fresken Giacomo della Portas an der Fassade verloren. Die Kosmatenkanzel, die Balustraden, die Altarfront und die Kathedra hinter dem Altar (in blassblau, was für Kosmatenarbeiten ungewöhnlich ist) sollen damals aus San Giovanni in Laterano oder einer anderen Kirche hierher verbracht worden sein. Die Gemälde zwischen den Fenstern wurden im 17. Jahrhundert von Cavaliere d’Arpino und Cesare Rossetti gemalt und zeigen die Martyrien des Heiligen Caesarius und mehrerer Märtyrer namens Hippolytos, was eine Ehrerbietung für Papst Clemens VII. war, der mit Taufnamen Ippolito hieß. Cavaliere D’Arpino war es, der im Mosaik das seltene Motiv Gott der Vater darstellte.

### 20. Jahrhundert

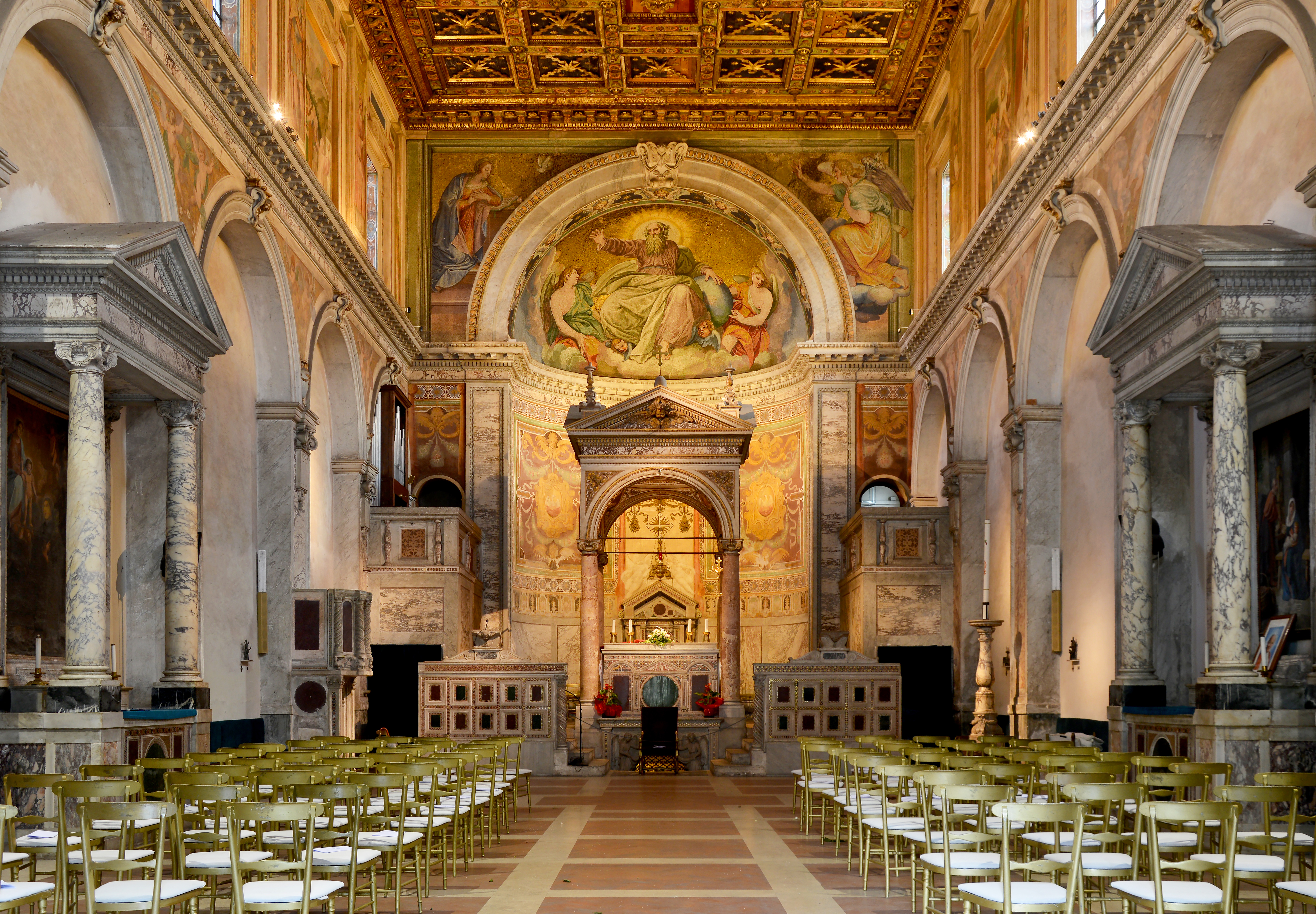
Innenraum

Eine weitere Renovierung erfolgte zwischen den Jahren 1955 und 1963. Papst Johannes Paul II. war zwischen dem 26. Juni 1967 und seiner Wahl zum Papst am 16. Oktober 1978 Kardinalpriester dieser Titeldiakonie.

## Titelkirche und Titeldiakonie
Kardinalpriester
Zwischen dem 6. Juli 1517 und 1587 war San Cesareio Titelkirche.
Kardinaldiakone
1600 wurde San Caesareo in Palatio zur Titeldiakonie erhoben. Aktueller Titelinhaber ist seit dem 18. Februar 2012 (seit 4. März 2022 Kardinalpriester pro hac vice) der ehemalige Kurienkardinal Antonio Maria Vegliò.

## Orgel
Die Orgel im Kirchenschiff wurde zwischen 1997 und 1999 von Francesco Saverio Colamarino unter Wiederverwendung des Spieltisches mit elektrischer Traktur und unter Anwendung des Multi-Systems für die Register wieder aufgebaut. Das Instrument verfügt über 38 Register, die auf zwei Manuale und Pedal verteilt sind. Die Disposition lautet wie folgt:

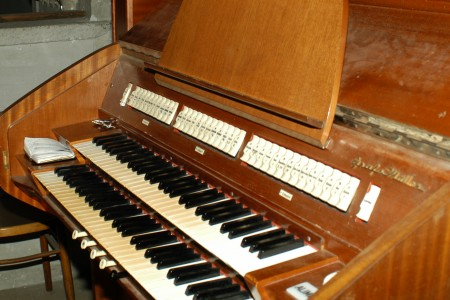
Spieltisch der Orgel

| I Grand’Organo C–c5 |        |
| Bordun              | 16′    |
| Principal           | 8′     |
| Querflöte           | 8′     |
| Octave              | 4′     |
| Flauto a Camino     | 4′     |
| XII                 | 2 ⁄3′  |
| XV                  | 2′     |
| Terz                | 1 3⁄5′ |
| XIX                 | 1 ⁄3′  |
| XXII                | 1′     |
| Horn                | V      |
| Ripieno             | VI     |

| II Positivo aperto C–c5 |        |
| Principalino            | 8′     |
| Salicionale             | 8′     |
| Bordun                  | 8′     |
| Prestant                | 4′     |
| Flöte                   | 4′     |
| Nasat                   | 2 ⁄3′  |
| Nachthorn               | 2′     |
| Flöte in Terz           | 1 3⁄5′ |
| Quinta Acuta            | 1 ⁄3′  |
| Piccolo                 | 1′     |
| Sesquialtera            | II     |
| Ripieno                 | III    |
| Oboe                    | 8′     |
| Clarino                 | 8′     |
| Dudelsack               |        |

| Pedale C–g1    |       |
| Principal      | 16′   |
| Subbass        | 16′   |
| Basso          | 8′    |
| Bordun         | 8′    |
| Basso Corale   | 4′    |
| Corno di Notte | 4′    |
| Flautino       | 2′    |
| Quintadena     | 2′    |
| Duodecima      | 2 ⁄3′ |
| Decimanona     | 1 ⁄3′ |
| Ripieno        | IV    |
| Fagotto        | 12′   |